# Kunstakademiets Kunstskole for Kvinder
La Kunstakademiets Kunstskole for Kvinder (littéralement en français École d'art pour femmes de l'Académie royale des beaux-arts du Danemark) est fondée à Copenhague au Danemark en 1888 sous le nom Den med akademiet forbundne Kvindeskole, comme école pour femmes affiliée à l'Académie royale des beaux-arts du Danemark.

## Histoire
Avant 1888, les femmes n'ont pas accès à l'enseignement de l'Académie des Beaux-Arts. Elles sont limitées aux cours particuliers ou à la Tegne- og Kunstindustriskolen for Kvinder. La Société des femmes danoises et plus particulièrement Johanne Krebs (da) et Augusta Dohlmann défendent l'égalité des droits pour les femmes. Leurs critiques sont soutenues par les forces politiques et, à l'automne 1888, l'École d'art pour femmes ouvre ses portes. Krebs en devient inspectrice. Le peintre Viggo Johansen et le sculpteur August Saabye sont engagés comme professeurs. Un autre professeur de l'école des femmes est Valdemar Irminger, qui y enseigne à partir de 1906.
Au début, la Kunstakademiets Kunstskole for Kvinder est située dans des locaux loués au 30 Amaliegade, mais en 1897, elle déménage dans une partie de Charlottenborg. Elle a son propre conseil d'administration, mais pas ses propres professeurs.
En 1908, l'école féminine fusionne avec l'Académie et les étudiantes sont admises directement à l'Académie des Beaux-Arts. Cependant, les sexes sont toujours séparés dans les matières avec des cours de dessin basés sur des modèles nus.

## Élèves de la Kunstakademiets Kunstskole for Kvinder
- Helga Ancher (da)
- Karen Blixen
- Hedvig Collin (da)
- Emilie Demant Hatt (da)
- Marie Henriques (da)
- Helvig Kinch (da)
- Elise Konstantin-Hansen (da)
- Christiane Brix Klitgaard-May (da)
- Theodora Krarup (da)
- Agnes Lunn (da)
- Julie Meldahl (da)
- Anne Marie Carl-Nielsen
- Ingeborg Rode (da)
- Charlotte Sode (da)

## Galerie

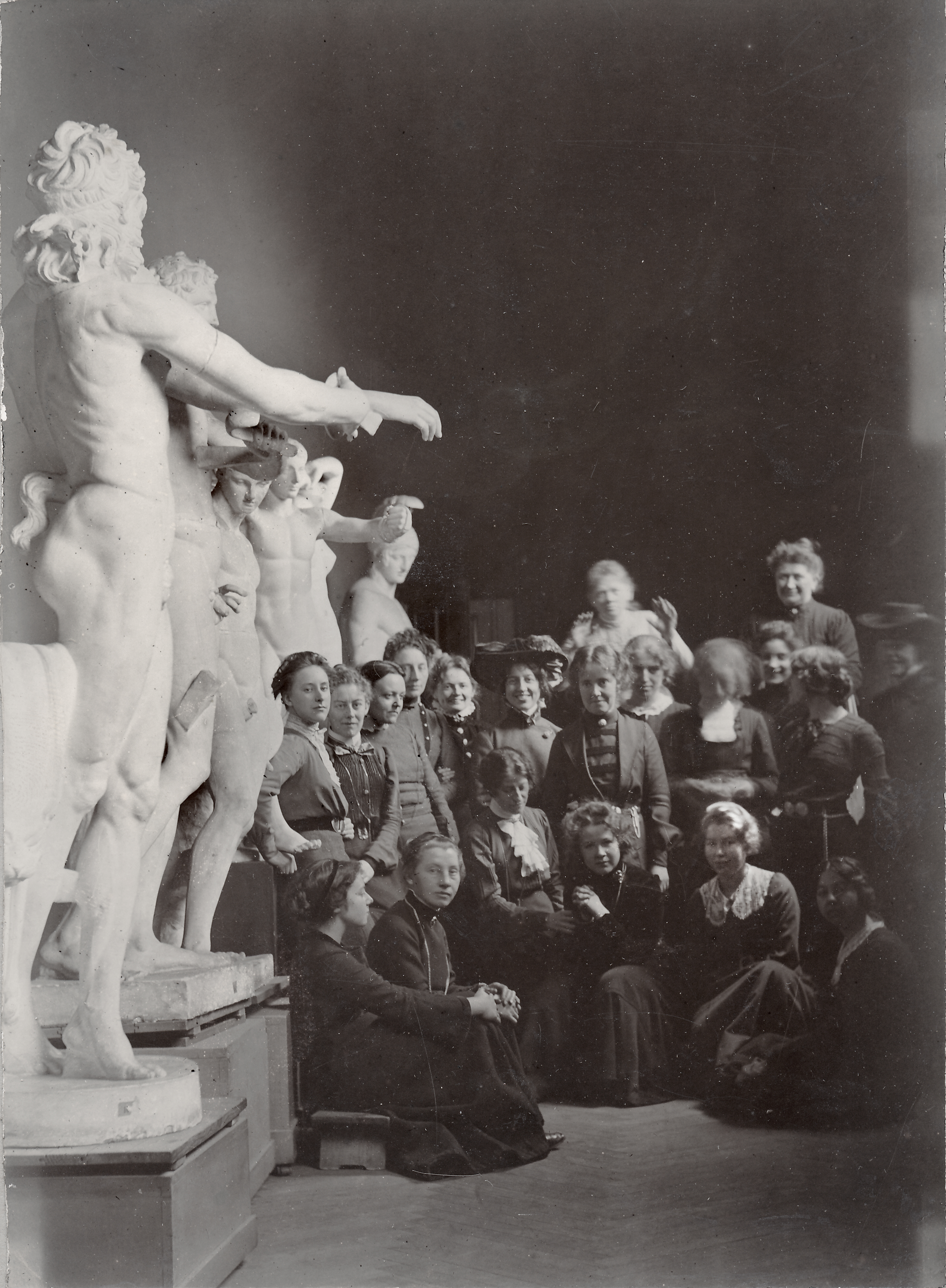
Helga Ancher à la Kunstakademiets Kunstskole for Kvinder.
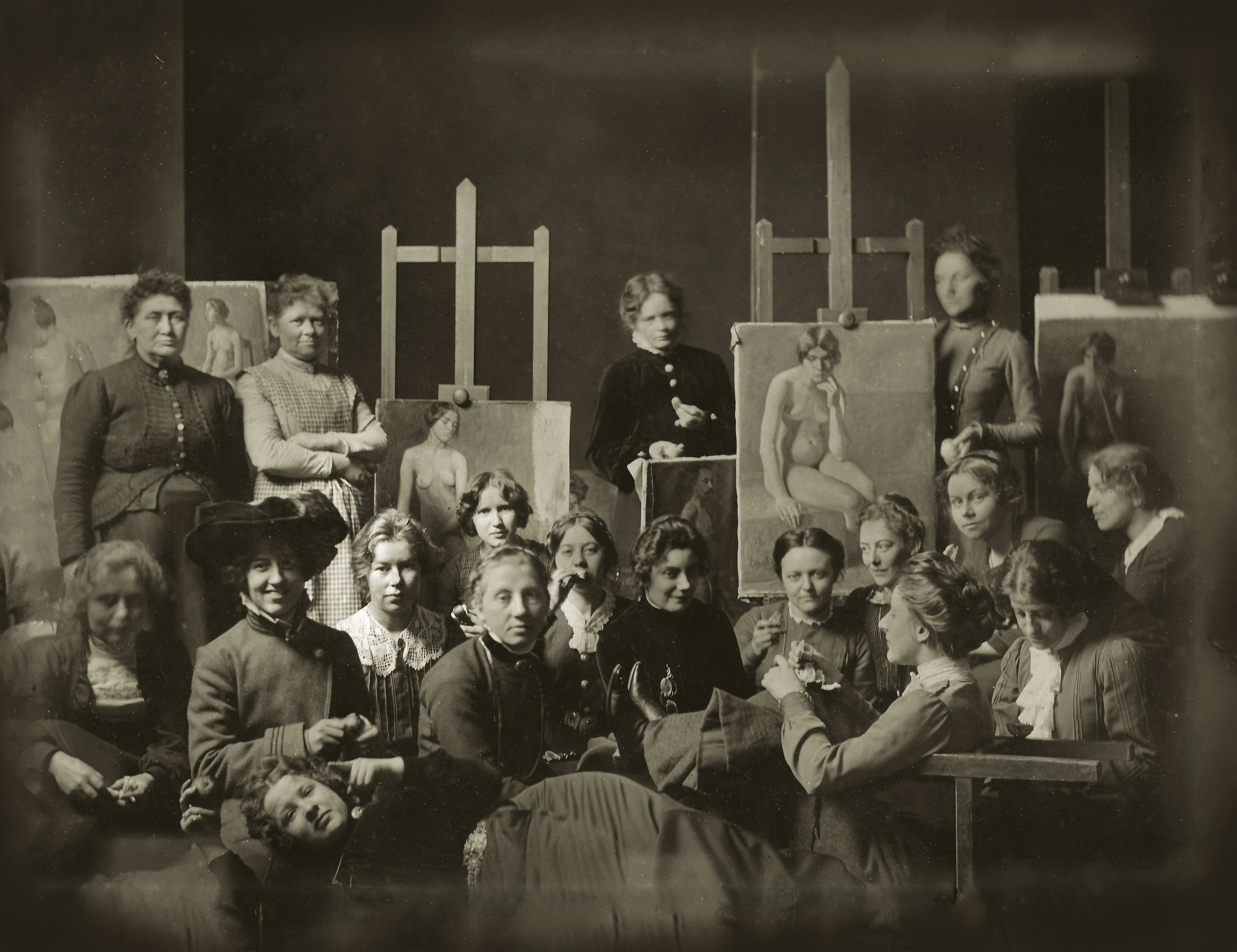
Helga Ancher dans les cours des modèles de la Kunstakademiets Kunstskole for Kvinder kvinder.
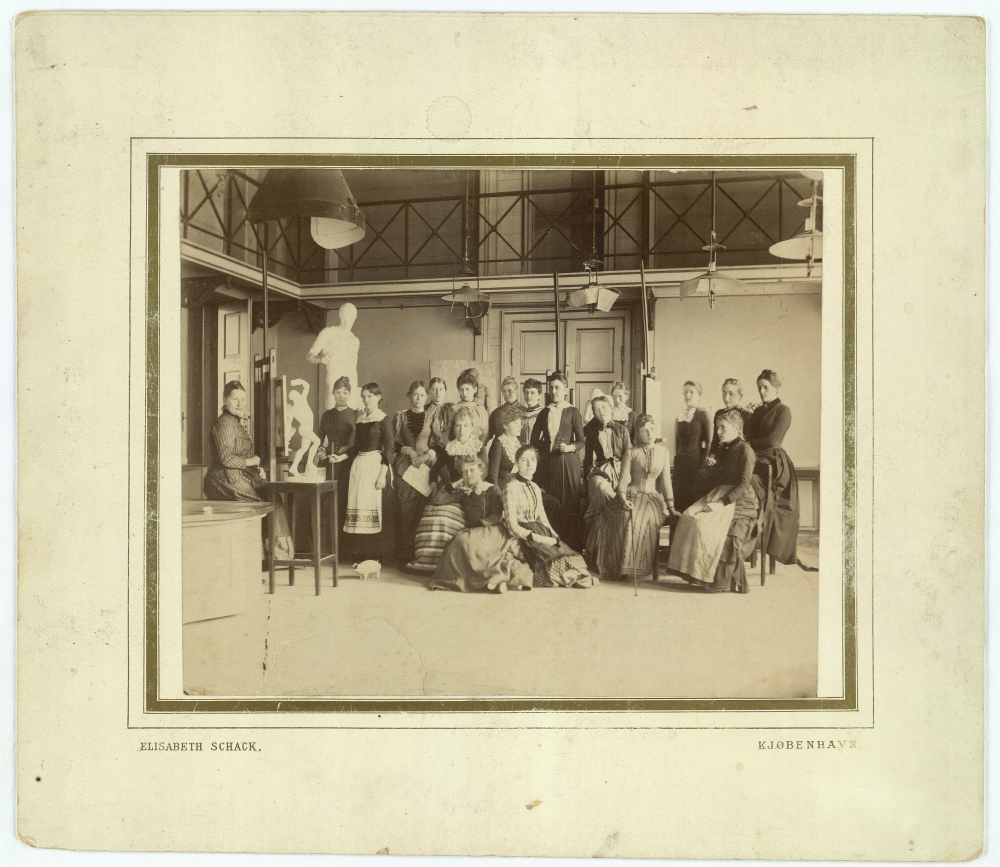
La Kunstakademiets Kunstskole for Kvinder par Elisabeth Schack, vers 1885.